# مذبحة جابوكوفاك
وقعت مذبحة جابوكوفاك يوم 27 يوليو من عام 2007، عندما أخذ المزارع نيكولا رادوسافجيفيك البندقية وأطلق النار فقتل خمسة رجال وأربعة نساء في قرية جابوكوفاك الصربية، بالقرب من الحدود مع رومانيا وبلغاريا. ولقد أصيب ثلاثة أشخاص آخرون بالإضافة إلى الفاعل.
استخدمت الشرطة الطائرات المروحية للبحث عن رادوسافيجيفيك حيث تم تعقبه إلى مقبرة قريبة. ولقد أصيب ولكن حالته لم تكن تمثل خطرًا على حياته.

## الإطار الزمني
كان رادوسافيجيفيك يتناول الطعام مع زوجته جيلينا الساعة 5:00 مساءً. وبعد مجادلة بينهما لكمها على وجهها فسقطت جيلينا أرضًا. ثم قفز رادوسافيجيفيك في أحد الآبار. وعندما اقتربت الساعة من 5:30 أخرجه دراجوسلاف بادزيكيك من البئر. وبعد مرور دقائق قليلة، أخذ رادوسافيجيفيك بندقيته وتجول في الشارع.
أطلق رادوسافيجيفيك النار على عدد من الأشخاص في الجوار وأرداهم قتلى. وفي إحدى النواصي في الشارع، التقى رادوسافيجيفيك سيدة مسنة. فسألها بالرومانية عما إذا كانت تمارس السحر. وعندما قالت لا، تركها وشأنها.
في الساعة 1:30 صباحًا من اليوم التالي، تم إلقاء القبض على رادوسافيجيفيك وأدخل مستشفى نيس. ثم أخذ لاحقًا إلى سجن مستشفى الأمراض العقلية في بلغراد حيث أعلن أنه مختل عقليًا وحكم عليه بالسجن مدى الحياة للعلاج النفسي.[بحاجة لمصدر]

## قائمة الضحايا
- المنزل رقم 87 - فيلجكو دوردفيك (58), مارينا كوتكرجوفيك (70) حماته، ودراجان دوردفيك (22).
- برانسلاف بورونجيك (57) ودراجينجا بورونجيك (55).
- بيرا فوجيك، ابن عم رادوسافيجيفيك، مصاب.
- المنزل رقم 83 - سردان بادزيكيك (15) وسينسا بادزيكيك (36) مصابة.
- برانسلاف باديجفيك(22) وفاونشا باديجفيك (70) مصابة.
- المنزل رقم 71 - قتل جيلكا بانكوفيك (37).
- المنزل رقم 80 - قتل حماة شقيقه أنيكا كوجيك (62).

## وصلات خارجية
- Shooting rampage leaves nine dead, B92 (July 28, 2007)
- Day of mourning for Jabukovac victims, B92 (July 29, 2007)